# Fresné-la-Mère
Fresné-la-Mère és un municipi francès situat al departament de Calvados i a la regió de Normandia. L'any 2007 tenia 480 habitants.

## Demografia

### Població
El 2007 la població de fet de Fresné-la-Mère era de 480 persones. Hi havia 170 famílies de les quals 28 eren unipersonals (8 homes vivint sols i 20 dones vivint soles), 59 parelles sense fills, 63 parelles amb fills i 20 famílies monoparentals amb fills.
La població ha evolucionat segons el següent gràfic:
Habitants censats

### Habitatges
El 2007 hi havia 191 habitatges, 169 eren l'habitatge principal de la família, 12 eren segones residències i 10 estaven desocupats. Tots els 191 habitatges eren cases. Dels 169 habitatges principals, 150 estaven ocupats pels seus propietaris, 19 estaven llogats i ocupats pels llogaters i 1 estava cedit a títol gratuït; 5 tenien dues cambres, 13 en tenien tres, 44 en tenien quatre i 107 en tenien cinc o més. 118 habitatges disposaven pel capbaix d'una plaça de pàrquing. A 72 habitatges hi havia un automòbil i a 91 n'hi havia dos o més.

### Piràmide de població
La piràmide de població per edats i sexe el 2009 era:
| Homes | Edats   | Dones |
| ----- | ------- | ----- |
| 0     | 95 o +  | 0     |
| 0     | 90 a 94 | 0     |
| 0     | 85 a 89 | 0     |
| 4     | 80 a 84 | 4     |
| 8     | 75 a 79 | 8     |
| 4     | 70 a 74 | 4     |
| 8     | 65 a 69 | 8     |
| 4     | 60 a 64 | 12    |
| 8     | 55 a 59 | 4     |
| 8     | 50 a 54 | 20    |
| 32    | 45 a 49 | 16    |
| 16    | 40 a 44 | 24    |
| 20    | 35 a 39 | 12    |
| 12    | 30 a 34 | 16    |
| 12    | 25 a 29 | 12    |
| 24    | 20 a 24 | 8     |
| 20    | 15 a 19 | 36    |
| 8     | 10 a 14 | 28    |
| 12    | 5 a 9   | 12    |
| 12    | 0 a 4   | 8     |

## Economia
El 2007 la població en edat de treballar era de 302 persones, 214 eren actives i 88 eren inactives. De les 214 persones actives 204 estaven ocupades (106 homes i 98 dones) i 11 estaven aturades (3 homes i 8 dones). De les 88 persones inactives 38 estaven jubilades, 15 estaven estudiant i 35 estaven classificades com a «altres inactius».

### Ingressos
El 2009 a Fresné-la-Mère hi havia 187 unitats fiscals que integraven 523,5 persones, la mediana anual d'ingressos fiscals per persona era de 16.924 €.

### Activitats econòmiques
Dels 16 establiments que hi havia el 2007, 2 eren d'empreses de fabricació d'altres productes industrials, 6 d'empreses de construcció, 4 d'empreses de comerç i reparació d'automòbils, 2 d'empreses d'hostatgeria i restauració, 1 d'una empresa immobiliària i 1 d'una empresa de serveis.
Dels 8 establiments de servei als particulars que hi havia el 2009, 2 eren tallers de reparació d'automòbils i de material agrícola, 1 paleta, 2 guixaires pintors, 2 electricistes i 1 restaurant.
L'any 2000 a Fresné-la-Mère hi havia 11 explotacions agrícoles que ocupaven un total de 588 hectàrees.

## Equipaments sanitaris i escolars
El 2009 hi havia una escola maternal integrada dins d'un grup escolar amb les comunes properes formant una escola dispersa.

## Poblacions més properes
El següent diagrama mostra les poblacions més properes.